# Borsele
Borsele (zelandès Bossele) és un municipi de la província de Zelanda, al sud dels Països Baixos. L'1 de gener de 2009 tenia 22.649 habitants repartits per una superfície de 194,42 km² (dels quals 9,25 km² corresponen a aigua). Limita al nord-oest amb Middelburg, al nord amb Goes, al nord-est amb Kapelle, a l'oest amb Vlissingen, a l'est amb Reimerswaal, al sud amb Terneuzen i al sud-est amb Hulst.

## Centres de població
Baarland, Borssele, Driewegen, Ellewoutsdijk, 's-Gravenpolder, 's-Heer Abtskerke, 's-Heerenhoek, Heinkenszand, Hoedekenskerke, Kwadendamme, Lewedorp, Nieuwdorp, Nisse, Oudelande i Ovezande.

## Administració
El consistori consta de 19 membres, compost per:
- Partit del Treball, (PvdA) 6 regidors
- Crida Demòcrata Cristiana, (CDA) 6 regidors
- SGP/ChristenUnie, 4 regidors
- Lokale Partij Borsele, 2 regidors
- Partit Popular per la Llibertat i la Democràcia, (VVD) 1 regidor